# Lagoa Azul (São Tomé)

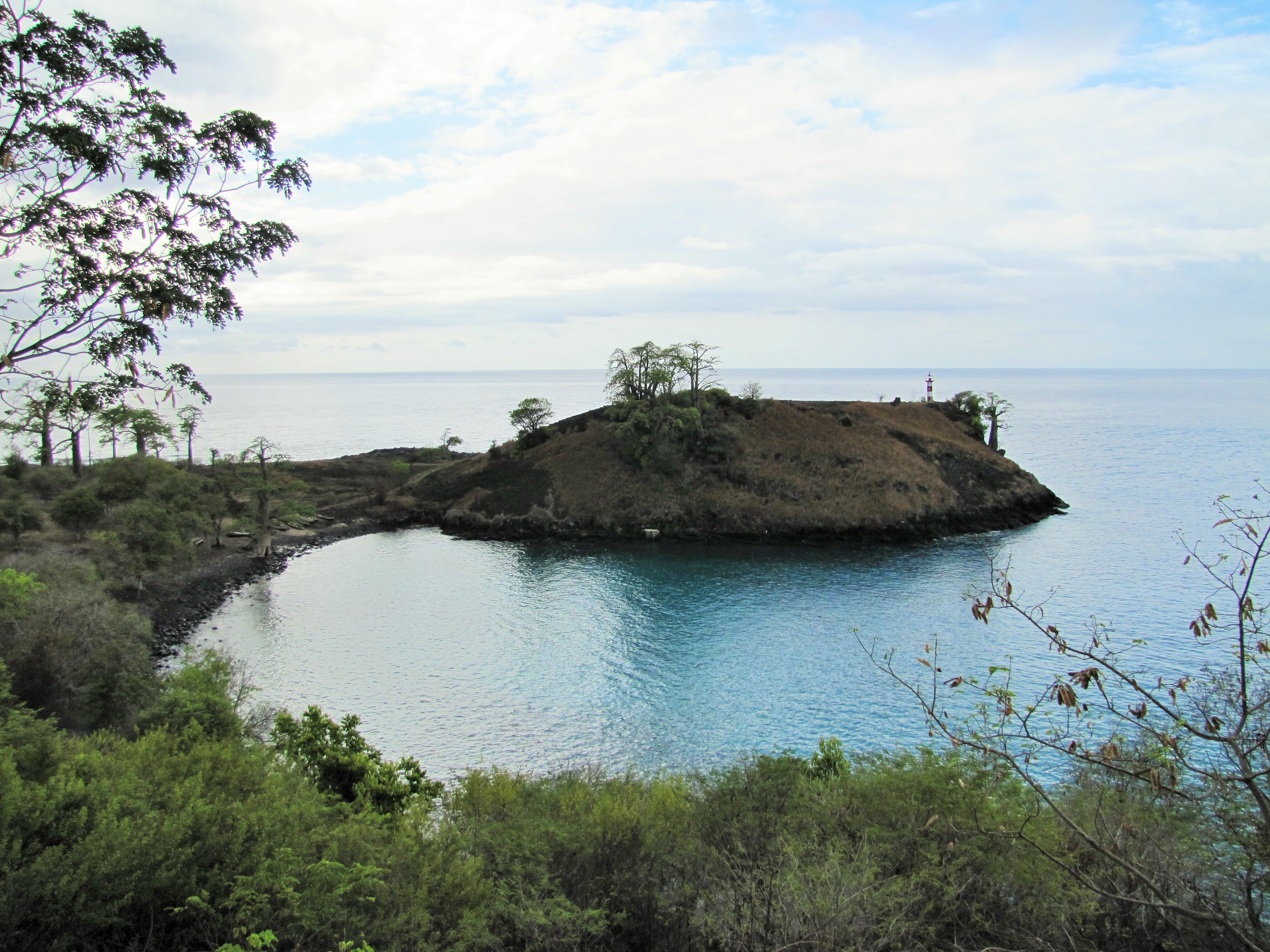
Lagoa Azul, São Tomé

Lagoa Azul (portugiesisch: „Blaue Lagune“) ist eine kleine Bucht an der Nordküste der Insel São Tomé im Inselstaat São Tomé und Príncipe. Die Bucht ist berühmt für ihr türkisblaues Wasser und ein beliebter Badestrand und Schnochelstelle. 

## Geographie
Die Bucht liegt im Gebiet des Parque Natural Obô de São Tomé. Sie wird eingefasst vom Morro Carregado, einem vulkanischen Ausläufer der Insel. Der Strand liegt 4 km nordwestlich von Guadalupe. Auf dem Hügel steht der Leuchtturm Farol da Lagoa Azul, welcher erst 1997 errichtet wurde.
Südwestlich schließt sich die Bucht Mutamba an und im Osten liegt die Praia das Conchas.

## Tierwelt
Unter Wasser erschließt sich die Rifffauna mit Falterfischen (Chaetodontidae), Virginia-Grunzern (porkfish), Husarenfischen (Sargocentron rubrum) sowie gelegentlich Barrakudas und vielen anderen Meeresbewohnern.